# Chattia Aachen
Chattia Aachen (officieel: Wingolfsverbindung Chattia zu Aachen) is een christelijk georiënteerde studentenvereniging in Wingolf uit Aken. Het verwerpt de mensuur en is politiek ongebonden.

## Geschiedenis
Chattia Aachen werd in 1952 opgericht. In het wintersemester 1958/1959 nam het zijn intrek in het "Degraa am Theater". Sinds 2012 bevindt de studentenvereniging zich op een eigen "Chattenheim" aan de Wirichsbongardstraße 27.

## Chattenheim
De Chattenheim ligt in een voetgangerszone in het centrum van Aken, in de directe nabijheid van de Elisenbrunnen en niet ver van de Dom van Aken. Op de begane grond zijn gemeenschappelijke ruimten te vinden: naast een grote gemeenschappelijke keuken onder andere een eigen bar. In de kelder zijn er nog meer kamers voor gemeenschappelijk gebruik. De bovenverdiepingen zijn woonverdiepingen en bevatten elk een appartement met een eigen keuken en badkamer voor twee studenten.

## Relaties
Het is de westelijkste Wingolfverbinding in Noordrijn-Westfalen en onderhoudt bijzonder goede relaties met de Kölner Wingolf (Keulen) en Nibelungen zu Siegen im Wingolf (Siegen), dat ook aan de RE9-lijn van de Deutsche Bahn ligt.

## Duitse literatuur
- Hugo Menze, Hans-Martin Tiebel: Geschichte des Wingolfs 1917–1970. Lahr 1971.
- Verband Alter Wingolfiten (Hrsg.): Geschichte des Wingolfs 1830–1994. 5. Auflage. Detmold 1998.